# Roter-Löwe-mit-Roter-Sonne-Gesellschaft Iran

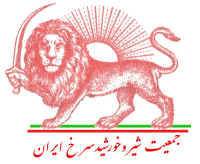
Roter Löwe mit Roter Sonne (historische Version)

Roter Löwe mit Roter Sonne (modernisierte Version)

Die Roter-Löwe-mit-Roter-Sonne-Gesellschaft Iran (persisch جمعیت شیر و خورشید سرخ ایران, DMG Ǧamʿiyat-e šīr o ḫoršīd-e sorḫ-e Īrān) ist ein Non-Profit-Organisation Irans. Sie nimmt in Iran und innerhalb der Internationalen Rotkreuz- und Rothalbmond-Bewegung die Aufgaben einer freiwilligen Hilfsgesellschaft wahr, die sich aus den Genfer Konventionen und den Statuten der Internationalen Rotkreuz- und Rothalbmond-Bewegung ergeben.

## Geschichte
Die Roter-Löwe-mit-Roter-Sonne-Gesellschaft Iran wurde 1923 von dem Arzt Amir Amir-Alam während der Regentschaft von Ahmad Schah gegründet. Anlass für die Gründung der Gesellschaft war ein Erdbeben in Bodschnurd in der Provinz Chorasan. Amir-Alam, der in dieser Zeit Direktor des Gesundheitsamtes von Chorasan war, erwirkte von Ahmad Schah die Genehmigung, die Gesellschaft zu gründen, um freiwillige Helfer aus dem In- und Ausland zur medizinischen Versorgung der Erdbebenopfer einwerben zu können. Noch im Gründungsjahr wurde die Organisation Mitglied der Internationalen Rotkreuz- und Rothalbmond-Bewegung. Als Kennzeichen der Organisation wurde bis 1980 das völkerrechtlich definierte Schutzzeichen des Roten Löwen mit Schwert und Sonne verwendet.
Nach der Islamischen Revolution wurde die Gesellschaft in Rothalbmond-Gesellschaft der Islamischen Republik Iran umbenannt. Obwohl die Iranische Rothalbmond-Gesellschaft seit 1980 das Schutzzeichen des Roten Halbmonds benutzt, behält sich Iran weiterhin ausdrücklich das Recht zur Verwendung des Roten Löwen mit Roter Sonne vor, das deshalb weiterhin den Status eines offiziell anerkannten Schutzzeichens besitzt. Die Anerkennung als Schutzzeichen wurde im Dritten Zusatzprotokoll von 2005 zur Genfer Konvention bestätigt. 
Das Zeichen sowie die Benennung „Roter Löwe mit Roter Sonne“ sind in der Schweiz und in Österreich bundesgesetzlich geschützt. Das deutsche DRK-Gesetz nimmt keinen expliziten Bezug auf das Schutzzeichen oder dessen Benennung.